# 하시모토 아이나
하시모토 아이나(일본어: 橋本愛奈, 1992년 10월 3일 ~ )는 일본의 여성 아이돌 그룹 전 차오 벨라 칭케티(2015년 7월부터)의 서브리더이며, 그라비아 아이돌이다. 일본 가나가와현 출신이다.

## 특징
- 2004년에 행해진 헬로! 프로젝트 에그 오디션 2004에 합격해, 하로프로에그의 일원이 되었다. 스테이지 데뷔는 2005년 1월에 행해진 Hello! Project 콘서트 도쿄 공연.
- 신장은 151.5 cm(블로그에서). 현재는 158 cm 이상.
- 좋아하는 색은 흰색.
- 좋아하는 음식은 딸기, 밥, 마른 오징어, 치즈, 은대구. 싫은 음식은 토마토, 오이, 매실 장아찌.
- 취미는 휴대 소설을 읽는 것, 자는 것, DVD 감상, 게임, 만화, 혼자 행동, 쇼핑(한정물을 좋아함).
- 특기는 청소, 이상한 얼굴, 과자 만들기, 갈아 입기가 빠르다. 이상한 얼굴은 모로즈카 카나미와 대결하는 것 같다.
- 하로프로로 목표로 하고 있는 사람은 마츠우라 아야, 좋아하는 곡으로서「砂を噛むように…NAMIDA」를 듣고 있다.
- 좋아하는 캐릭터는 토이 스토리. 다른 에그 멤버에게서는 변한다고 말해지지만, 좋아하는 캐릭터가 쓰지 않기 때문에 좋다고 하기로 하고 있다. 그 밖에도 케어 베어, 몬치치나 미니(미니 마우스)도 좋아함.
- 하로프로에그 소속 당시, 사이의 좋았던 멤버는 모로즈카 카나미, 하시다 미레이.
- 기르고 있는 애완동물은
  - TIARA (암컷, 닥스훈트)
  - LUV (수컷, 닥스훈트)
- 소속그룹 : 차오 벨라 칭케티, 팀 마켄키

## 작품

### DVD
- ギリギリ アウト! (2010년 11월 1일, 라인 커뮤니케이션)
- THE ポッシボー 5周年記念DVD「五年熟成」完全アウト! (2011년 6월 29일, TNX)